# São Gonçalo do Sapucaí
São Gonçalo do Sapucaí est une municipalité brésilienne de l'État du Minas Gerais et la microrégion de Santa Rita do Sapucaí.